# Am Brass
Am Brass ist ein Wohnplatz im Norden der bergischen Großstadt Wuppertal.

## Lage und Beschreibung
Der Wohnplatz liegt im Norden des Wohnquartiers Dönberg im Stadtbezirk Uellendahl-Katernberg an der Landesstraße 433 (hier Horather Straße genannt) an der Einmündung des Stürmannwegs auf einer Höhe von 289 m ü. NHN. 
Benachbarte Orte sind neben Dönberg die Wohnplätze und Hofschaften Winterberg, Krüppershaus, Steinenpitter, Am Strauch, Danzberg, Grades und Stürmann.
In der lokalen Mundart wurde der Ort auch als am hohlen Wech (= Am Hohlweg) bezeichnet.

## Geschichte
Im 19. Jahrhundert gehörte Am Brass zu den Außenortschaften der Bauerschaft und der Kirchengemeinde Dönberg in der Bürgermeisterei Hardenberg, die 1935 in Neviges umbenannt wurde. Damit gehörte es von 1816 bis 1861 zum Kreis Elberfeld und ab 1861 zum alten Kreis Mettmann. 
Der Ort ist auf der Topographischen Aufnahme der Rheinlande von 1824 als a. Hohlweg und auf der Preußischen Uraufnahme von 1843 unbeschriftet eingezeichnet. Der Ort lag am unteren Ende eines ansteigenden, tief eingeschnittenen Hohlwegs auf der Trasse des Vorläufers der heutigen Horather Straße.
Im Gemeindelexikon für die Provinz Rheinland von 1888 werden ein Wohnhaus mit sechs Einwohnern angegeben. Der Ort wird dort Hohlenweg genannt.
Mit der Kommunalreform von 1929 wurde der südliche Teil von Dönberg abgespalten und mit weiteren, außerhalb von Dönberg liegenden Nevigeser Ortschaften in die neu gegründete Stadt Wuppertal eingemeindet, der Rest Dönbergs mit Am Brass verblieb zunächst bei Neviges. Durch die nordrhein-westfälische Gebietsreform kam Neviges mit Beginn des Jahres 1975 zur Stadt Velbert und das restliche Dönberg wurde ebenfalls in Wuppertal eingemeindet.